# Béziers
Béziers er en by i Hérault, i Sydfrankrig.